# Антонио Бенедито да Силва
Антонио Бенедито да Силва (23. март 1965) бивши је бразилски фудбалер.

## Репрезентација
За репрезентацију Бразила дебитовао је 1989. године.

## Статистика
| Бразил | Бразил | Бразил |
| Год.   | Ута.   | Гол.   |
| ------ | ------ | ------ |
| 1989   | 1      | 0      |
| Укупно | 1      | 0      |